# Cuauhtémoc Cárdenas Solórzano

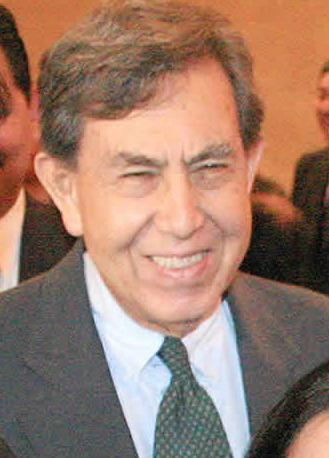
Cuauhtémoc Cárdenas Solórzano

Cuauhtémoc Lázaro Cárdenas Solórzano (* 1. Mai 1934 in Mexiko-Stadt) ist ein mexikanischer Politiker. Er war Gouverneur des Bundesstaates Michoacán, Regierungschef des Distrito Federal de México und Gründer der Partido de la Revolución Democrática (PRD).

## Biografie
Cárdenas ist der Sohn des ehemaligen Präsidenten Lázaro Cárdenas del Río und Amalia Solórzano. Zusammen mit dem späteren Politiker Porfirio Muñoz Ledo besuchte er den Kindergarten "Brígida Alfaro". Nach dem Besuch verschiedener Schulen in ganz Mexiko studierte er später Bauingenieurwesen an der Escuela Nacional de Ingeniería der Universidad Nacional Autónoma de México (UNAM) bis 1957 und bildete sich danach in Frankreich und Italien weiter.
Als Mitglied der Partido Revolucionario Institucional (PRI) war er von 1974 bis 1980 Senator und im Anschluss bis 1986 Gouverneur von Michoacán. Aufgrund der Unzufriedenheit über die neoliberale Politik des  PRI-Kandidaten Carlos Salinas de Gortari gründeten er und andere PRI-Mitglieder die sogenannte Gruppierung Corriente Democrática (dt.: Demokratische Strömung) innerhalb der Partei, deren Vorsitzender er wurde. Nachdem es gemeinsam mit anderen linksorientierten Parteien zur Gründung des Wahlbündnisses Frente Democrático Nacional (FDN) kam, kandidierte er für die FDN 1988 bei den Präsidentschaftswahlen als erster ernstzunehmender Kontrahent für PRI seit 1929. Seit 59 Jahren wurde erstmals der Sieg der PRI bei den Präsidentschaftswahlen angezweifelt. Am 6. Juli 1988, am Tag der Wahlen, kam es zum Ausfall des IBM-AS/400-Regierungsserversystems, das für die Stimmauszählung vorgesehen war. Von der Regierungsseite wurde dieser Vorfall als se cayó el sistema (Systemabsturz) deklariert. Nachdem das System wiederhergestellt war,  wurde Carlos Salinas als offizieller Wahlsieger genannt. Der Begriff se cayó el sistema entwickelte sich zum Euphemismus für Wahlbetrug. Am 5. Mai 1989 gründeten Cárdenas und andere Linkspolitiker die Partido de la Revolución Democrática, deren Vorsitz er wiederum übernahm. Bei den Präsidentschaftswahlen 1994 kandidierte er wieder als Kandidat der PRD und wurde nach der PRI, die die Wahl gewann und der Partido Acción Nacional (PAN) mit 17 % Dritter. 1997 kandidierte er für das neu geschaffene Amt des Regierungschefs (Jefe de Gobierno) des Distrito Federal und gewann die Wahl am 6. Juli mit 47,7 %. 1999 setzte er sich zur Ruhe. Seine Nachfolgerin wurde Rosario Robles, die 2000 als Präsidentschaftskandidatin antrat.
Angesichts der Verwicklung von PRD-Politikern im Bundesstaat Guerrero in die Massenentführung in Iguala 2014 und der dadurch offenbar gewordenen tiefen Krise seiner Partei forderte Cárdenas am 17. November 2014 in einem Offenen Brief den Parteivorstand zum Rücktritt auf. Am 25. November 2014 trat er aus der von ihm gegründeten Partei aus.